# Mazé
Mazé é uma ex-comuna francesa na região administrativa da Pays de la Loire, no departamento de Maine-et-Loire. Estendeu-se por uma área de 33,33 km². Em 2010 a comuna tinha 5 918 habitantes (densidade: 177,6 hab./km²).
Em 1 de janeiro de 2016 foi fundida com a comuna de Fontaine-Milon para a criação da nova comuna de Mazé-Milon.